# Сынково (Костромская область)
Сынково — село в Степановском сельском поселении Галичского района Костромской области России.

## География
Село расположено у речки Путиловки.

## История
Село раньше носило название «погост в Кушке, в Сынкове». В писцовой книге 1626 года записано:

В стане Кушка поместье за Игнатием да Смирным Викторовичами Нелидовыми половина села Сынково да двор помещиков

Стан Кушка название получил по имени реки Кушки.
В 1659 году в селе сгорела деревянная Троицкая церковь и жители села получили разрешение царя Алексея Михайловича «сбирать деньги на храм, чтобы им в городах и уездах потружатися, избирать на церковное строение невозбранно».
В 1753 году половина села с двором помещика, дворовыми людьми и деревнями Лукино, Коробовское, Анциферово по закладной в 2000 рублей отошло к Ивану Мартыновичу Голохвастову, сын которого, Павел Иванович, был женат на Елизавете Алексеевне Яковлевой, сестре Ивана Алексеевича Яковлева, отца Александра Ивановича Герцена.
Согласно Спискам населенных мест Российской империи в 1872 году село относилось к 1 стану Галичского уезда Костромской губернии. В нём числилось 22 двора, проживало 84 мужчины и 83 женщины. В селе имелась православная церковь.
Согласно переписи населения 1897 года в селе проживало 199 человек (77 мужчин и 122 женщины).
Согласно Списку населенных мест Костромской губернии в 1907 году село относилось к Вознесенской волости Галичского уезда Костромской губернии. По сведениям волостного правления за 1907 год в нём числилось 34 крестьянских двора и 214 жителей. Основными занятиями жителей села, помимо земледелия, были малярный помысел и работа землекопами.
До муниципальной реформы 2010 года село входило в состав Толтуновского сельского поселения.

## Население
| 2008 | 2010 | 2012 | 2014 |
| ---- | ---- | ---- | ---- |
| 0    | →0   | →0   | →0   |

## Комментарии
1. ↑  В усадьбе Сынково, располагавшейся в той же волости того же уезда, проживало 25 человек (15 мужчин и 10 женщин)
2. ↑  В усадьбе Сынково, располагавшейся в той же волости того же уезда, проживал 21 человек в 1 дворе.